# بك أوغلي
بك أوغلي (بالتركية: Beyoğlu)‏، وكان اسمها القديم پيرا (بالتركية: Pera)‏، هي بلدية وقضاء عراقية تقع على الجانب الأوروبي من إسطنبول في تركيا، ويفصلها عن المدينة القديمة (شبه الجزيرة التاريخية - القسطنطينية) منطقة القرن الذهبي. كانت تعرف باسم بيرا (وتعني «عبر» في اليونانية) خلال العصور الوسطى، وكان هذا الاسم شائع الاستخدام حتى أوائل القرن العشرين وإنشاء الجمهورية التركية.
كانت المنطقة من أرقى المناطق السكانيَّة في المدينة وقد سكن الحي عدد كبير من الشوام اللاتين حيث كان لهم كدور مؤثرة في حياة المدينة بالتجارة وإنشاء البنوك والعلوم وفي خلق وإحياء تقاليد الأوبرا التركية.

## توأمة
لبك أوغلي اتفاقيات توأمة مع كل من:
- بيتش
- دورتموند
- جنوة (10 سبتمبر 2013 - )
- برلين
- إسكوبية
- شيربيك
- القطاع رقم 1 [الإنجليزية]‏
- ناحية سيونغبك [الإنجليزية]‏
- مانهايم
- ميته
- تشورنومورسك
- مدينة ميتروبوليتان جنوة (10 سبتمبر 2013 - )

## معرض الصور

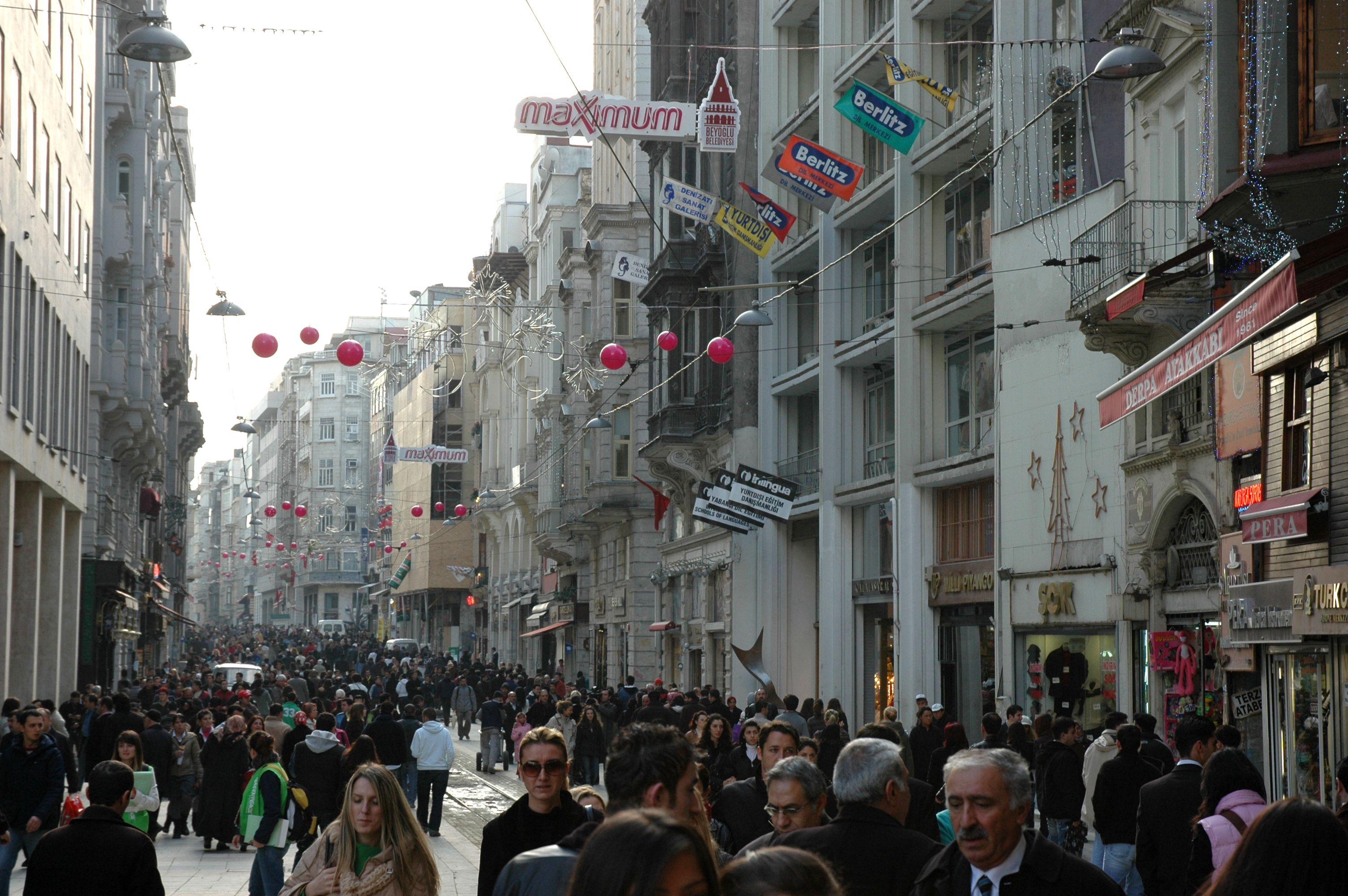
شارع الإستقلال
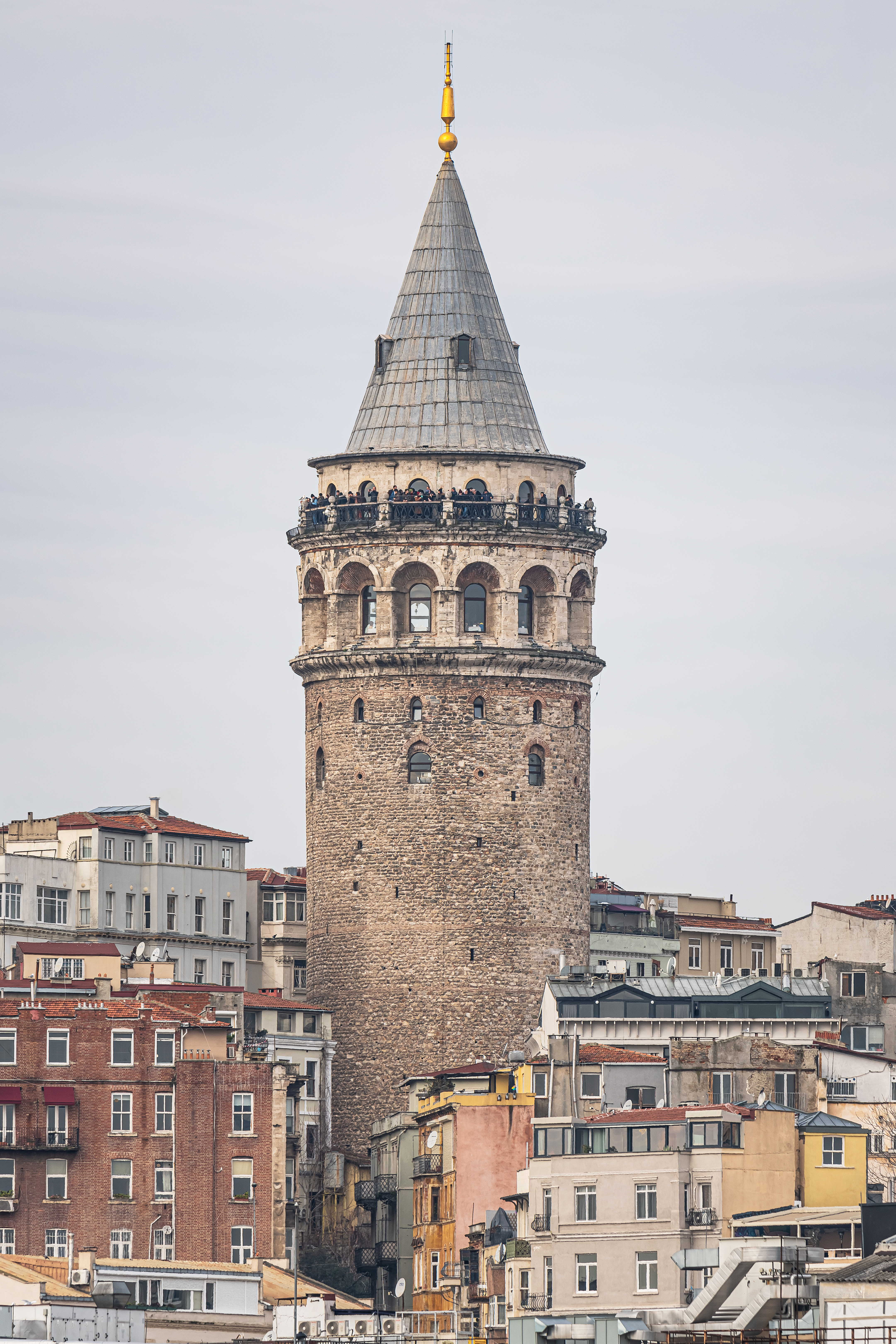
برج غلطة
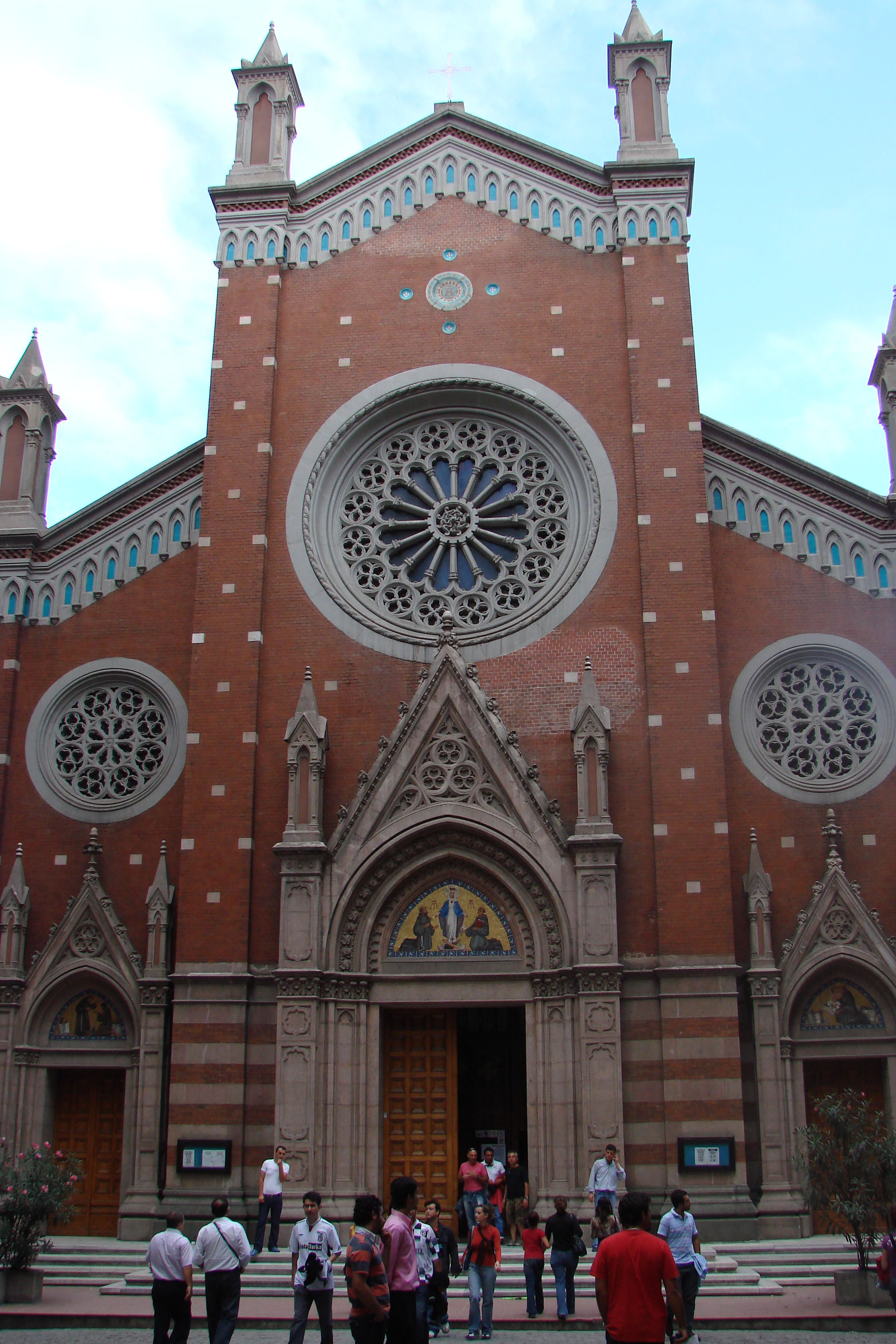
كنيسة القديس أنطوينو البادواني الكاثوليكية
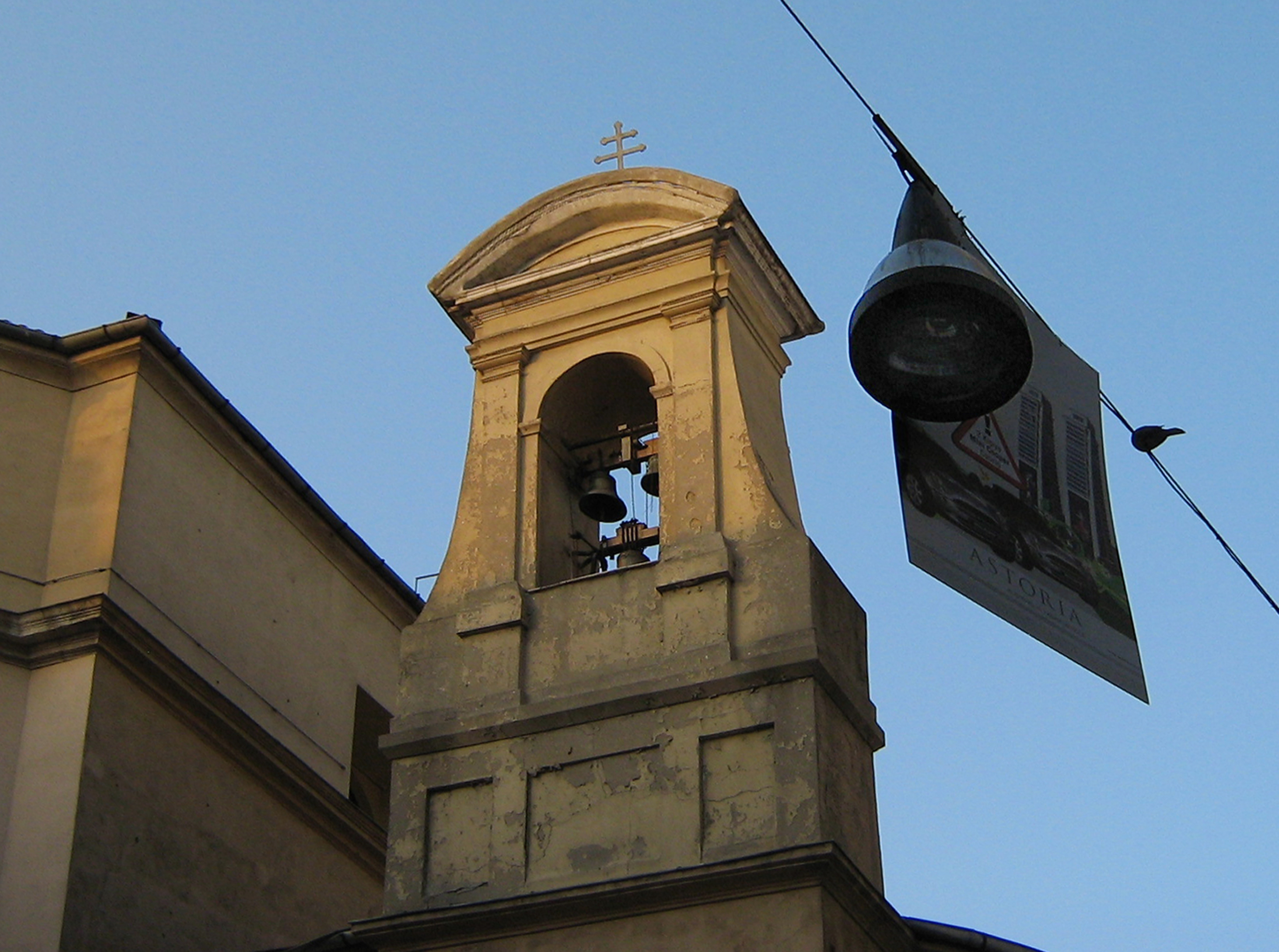
كنيسة أرمنيَّة كاثوليكية
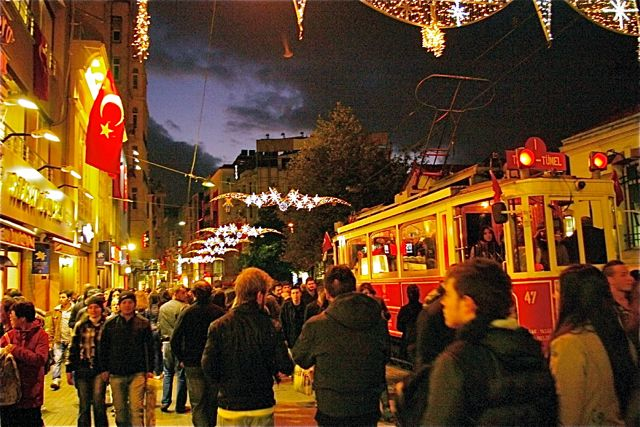
جانب من الحياة الليليًّة في المنطقة

## أعلام
- إدريس نبي تاشكين
- محمد علي براند
- دايفيد بوتر
- جيدم كاراسلان
- أرا جولير